# Giuseppe Sani
Giuseppe Sani (Ferrara, 9 febbraio 1869 – Argenta, 8 settembre 1943) è stato un pittore italiano.

## Biografia
Nato da Ambrogio e Rosina Vaccari, ebbe un fratello, Antonio, che si distinse quale musicista e fu autore di oratori religiosi, cori ed inni. Giuseppe frequentò la civica scuola d'arte "Dosso Dossi" di Ferrara, sotto la guida di Angelo Longanesi-Cattani. Tra i suoi primi quadri è una veduta di Piazza del Duomo a Ferrara (1888), conservato presso il civico Museo dell'Ottocento a Ferrara.
Deciso a perfezionarsi all'Accademia di Brera, soggiornò per un periodo a Milano, dove frequentò Gaetano Previati, che lo sconsigliò, suggerendogli invece di studiare sia l'arte antica che la natura, come si evince da alcune lettere del 1891 scritte dal pittore divisionista e indirizzate a suo fratello Giuseppe.
Rientrato a Ferrara, Sani espose nel 1893 presso il locale circolo artistico e decise di sposarsi, convolando a nozze con Amabile Milani, sarta di origine veneta, il ritratto della cui madre Annunziata, eseguito da Federico Bernagozzi, si trova presso il civico Teatro Concordia a Portomaggiore. La giovane coppia acquistò poi un palazzetto in via Palestro a Ferrara: impiantata per Amabile una sartoria al piano nobile, Giuseppe attrezzò uno studio al pianterreno, dedicandosi tutta la vita alla sola attività di pittore: si specializzò nella paesaggistica ed eseguì numerose vedute di Ferrara, di Assisi, delle Dolomiti e di Venezia, di cui frequentò spesso le sale del Casinò.
Sani partecipò con i suoi paesaggi alle collettive ferraresi approntate presso il Palazzo dei Diamanti nel 1898 e 1900, nel 1920 nel Palazzo Arcivescovile, nel 1922 a Palazzo Mirogli, nel 1925 e 1926 nel Castello Estense.
Nel 1928 tenne invece una vasta personale, comprendente 42 pezzi a carattere paesaggistico, in una sala di corso Giovecca, sempre a Ferrara, variamente apprezzata dalla critica.
Divenne amico del pittore veneto Duilio Corompai e del toscano Cipriano Mannucci, che ospitò nel corso delle loro mostre personali allestite a Palazzo Crema di Ferrara.
Nel frattempo, il laboratorio diretto dalla moglie era divenuto una delle più eleganti sartorie della città; assieme ad Amabile collaboravano le due figlie, Lara e Rosa: alla loro esecuzione si devono eleganti cuscini ricamati e arazzetti di gusto art déco, al cui disegno collaborava lo stesso Giuseppe.
Negli anni Trenta l'artista cominciò ad accusare gravi problemi di salute: una sorta di paralisi alle gambe gli rese pressoché impossibile camminare e le cataratte lo resero quasi cieco. La famiglia lo ricoverò allora in un ospizio di Argenta, dove morì in solitudine il giorno dell'Armistizio.